# Slovenska republiška liga 1972-1973
La Slovenska republiška nogometna liga 1972./73. (it. "Campionato calcistico della Repubblica di Slovenia 1972-73") fu la venticinquesima edizione del campionato della Repubblica Socialista di Slovenia. In questa stagione era nel terzo livello della piramide calcistica jugoslava.
Il campionato venne vinto dallo Železničar Maribor, al suo terzo titolo nella slovenia repubblicana, il quinto in totale, contando anche i due vinti durante gli anni della sottofederazione di Zagabria.

Questo successo diede ai bianco-blu l'accesso agli spareggi per la promozione in Druga Liga 1973-1974.
Il capocannoniere del torneo fu Franc Krojs, dello Železničar Maribor, con 18 reti.

## Squadre partecipanti
| Squadra         | Città          | Stagione 1971-72 | Stagione 1971-72  |
| Squadra         | Città          | Pos.             | Divisione         |
| --------------- | -------------- | ---------------- | ----------------- |
| ŽNK             | Lubiana        | 17º              | Druga liga Ovest  |
| Železničar (Mb) | Maribor        | 18º              | Druga liga Ovest  |
| Ilirija         | Lubiana        | 2°               | Slovenska zona    |
| Drava           | Ptuj           | 3°               | Slovenska zona    |
| Slavija Vevče   | Lubiana        | 4°               | Slovenska zona    |
| Koper           | Capodistria    | 5°               | Slovenska zona    |
| Kladivar        | Celje          | 6°               | Slovenska zona    |
| Izola           | Isola d'Istria | 7°               | Slovenska zona    |
| Aluminij        | Kidričevo      | 8º               | Slovenska zona    |
| Nafta           | Lendava        | 9°               | Slovenska zona    |
| Triglav         | Kranj          | 1°               | Zonska liga Ovest |
| Kovinar         | Maribor        | 1°               | Zonska liga Est   |

## Classifica
|  | Pos. | Squadra            | Pt | G  | V  | N  | P  | GF | GS | DR  |
|  | ---- | ------------------ | -- | -- | -- | -- | -- | -- | -- | --- |
|  | 1.   | Železničar Maribor | 32 | 22 | 14 | 4  | 4  | 64 | 15 | +49 |
|  | 2.   | ŽNK Lubiana        | 29 | 22 | 11 | 7  | 4  | 38 | 24 | +14 |
|  | 3.   | Ilirija            | 27 | 22 | 11 | 5  | 6  | 45 | 33 | +12 |
|  | 4.   | Izola              | 26 | 22 | 8  | 10 | 4  | 27 | 25 | +2  |
|  | 5.   | Slavija Vevče      | 23 | 22 | 7  | 9  | 6  | 33 | 33 | 0   |
|  | 6.   | Drava Ptuj         | 23 | 22 | 9  | 5  | 8  | 28 | 28 | 0   |
|  | 7.   | Nafta              | 22 | 22 | 7  | 8  | 7  | 37 | 28 | +9  |
|  | 8.   | Kladivar Celje     | 20 | 22 | 7  | 6  | 9  | 33 | 39 | −6  |
|  | 9.   | Aluminij           | 19 | 22 | 6  | 7  | 9  | 31 | 51 | −20 |
|  | 10.  | Koper              | 17 | 22 | 5  | 7  | 10 | 26 | 29 | −3  |
|  | 11.  | Kovinar Maribor    | 17 | 22 | 5  | 7  | 10 | 31 | 50 | −19 |
|  | 12.  | Triglav            | 9  | 22 | 2  | 5  | 15 | 27 | 55 | −28 |

Legenda:
  Ammesso agli spareggi per la promozione in Druga Liga 1973-1974.
      Promosso in Druga Liga 1973-1974.
      Retrocesso nella divisione inferiore.
Note:
Due punti a vittoria, uno a pareggio, zero a sconfitta.

## Spareggi-promozione
Lo Železničar Maribor ha affrontato il Mercator (8° in Druga liga Ovest) per un posto nella Druga Liga 1973-1974.
| Squadra 1 | Totale    | Squadra 2          | Andata     | Ritorno    |
| --------- | --------- | ------------------ | ---------- | ---------- |
| SPAREGGIO | SPAREGGIO | SPAREGGIO          | 14.07.1973 | 21.07.1973 |
| Mercator  | 9 – 3     | Železničar Maribor | 3 – 2      | 6 – 1      |

## Divisione inferiore
| Girone                                                                  | Vincitore       | 2º posto      | 3º posto       |
| ----------------------------------------------------------------------- | --------------- | ------------- | -------------- |
| Zonska liga Est                                                         | Šmartno ob Paki | Rudar Velenje | Branik Maribor |
| Zonska liga Ovest                                                       | Slovan Lubiana  | Primorje      | Vozila         |
| In grassetto le squadre promosse in Slovenska republiška liga 1973-1974 |                 |               |                |